# Коулман, Дезире
Дезире Коулман Джексон (англ. Desiree Coleman Jackson; род. 12 сентября 1965, Нью-Йорк, США) — американская R&B певица и актриса.
Родилась в семье певцов в Джамейке, Куинс, Нью-Йорк, США.

## Карьера
Свою карьеру певицы она начинала на Бродвее.
Карьеру актрисы она начала в 1985 году в фильме «Go Tell It on the Mountain»,
в котором она сыграла роль Ella Mae.
В 1988 году Desiree выпустила свой дебютный альбом под названием «Desiree» на студии Motown Records.
Так же в 1988 году был выпущен сингл на песню Romance, и был снят клип.
В 2005—2006 годах она снялась в 3 сериях ТВ-сериала «All of Us».
В 2009 году вышел альбом «Sing for Me».
24 марта вышел сингл «Want the World to Know».
В 2011 выйдет фильм с названием Pure Shooter с её учатием.

## Личная жизнь
29 июля 1990 она вышла замуж за баскетболиста Марка Джексона. У них есть четверо детей.

## Дискография
- «Desiree» 1988 год
- «Romance» 1988 год
- «Sing for Me» 2005 год
- «Want the World to Know» 2011 год